# Faculdade Católica Dom Orione
Faculdade Católica Dom Orione, também referida como FACDO, é uma instituição brasileira de ensino superior que está localizada em Araguaína no estado brasileiro do Tocantins.
Em 4 de Setembro de 2001 um decreto do Ministério da Educação que aprovou a criação da Fundação Educacional Dom Orione e em 27 de Janeiro de 2005, saiu no Diário Oficial da União a portaria que autorizava o funcionamento do curso de Administração de Empresas. Cinco meses depois, enfim, aconteceu o primeiro processo seletivo da FACDO que elegeu os estudantes que cresceriam junto com a Instituição. Em 25 de Novembro do mesmo ano, o MEC também autorizou o curso de Direito que iniciou suas atividades no inicio do ano seguinte.
Até o presente momento Oferece os cursos de graduação em Direito, Administração, Psicologia, Gestão Hospitalar e Gestão Financeira, é reconhecida regionalmente por desempenhar um  trabalho social em forma de assistência jurídica gratuita através do seu núcleo de prática jurídica, NUPJUR.